# Marcelo Jara
Daniel Fernando López Rojas (* 13. August 1972 in Santiago) ist ein ehemaliger chilenischer Fußballspieler und -trainer. Der Angreifer absolvierte ein Länderspiel und wurde auf Vereinsebene zwei Mal chilenischer Meister.

## Karriere

### Verein
Marcelo Jara, auch Ñato genannt, kam 1991 aus der Jugend in die Profimannschaft vom Universidad de Chile. Nach den beiden Meistertiteln 1994 und 1995 wurde er 1996 an Unión Española verliehen, wo Nelson Acosta Trainer war. Zurück bei La U wurde er nicht mehr eingesetzt und es folgte sein Wechsel 1998 zu Deportes Concepción. Er schaffte es mit seinem neuen Verein in die Liguilla um die Copa Libertadores, schied dort aber gegen seinen Ex-Klub Universidad de Chile aus. Von 1999 bis 2002 spielte der 1,75 m große Offensivakteur bei Coquimbo Unido, wo er gute Leistungen zeigte.
Mit Universidad de Concepción schaffte er 2002 den Aufstieg in die Primera División und qualifizierte sich in der Apertura bzw. Clausura zwei Mal für die Finalrunde. Durch die guten Resultate spielte Universidad de Concepción in der Copa Libertadores 2004, jedoch zog Jara zu Zweitligist Provincial Osorno weiter und beendete seine Karriere beim CD O’Higgins, mit dem er auch den Aufstieg aus der zweiten Liga in die Primera División erreichte.

### Nationalmannschaft
Marcelo Jara bestritt im März 1993 sein einziges Länderspiel für die chilenische Nationalmannschaft. Beim 2:1-Erfolg im Freundschaftsspiel gegen Bolivien wurde der Offensivakteur in der 71. Spielminute für Juan Castillo eingewechselt.

### Trainer
Nach seiner aktiven Karriere ist Marcelo Jara als Trainer tätig. Begonnen hat er 2007 bei Deportes Melipilla, von 2009 bis 2010 war er bei General Velásquez und übernahm im November 2020 interimsweise bei seinem Jugend- und Debütverein Universidad de Chile. Nach einer Station bei Rancagua del Sur ist er seit August 2023 bei Deportes Rengo in der Segunda División tätig.

## Erfolge
Universidad de Chile
- Chilenischer Meister: 1994, 1995